# Alexander Scholz
Alexander Scholz (Kopenhagen, 24 oktober 1992) is een Deens-Duits voetballer. Hij verruilde in augustus 2018 Club Brugge voor Midtjylland.

## Carrière

### Vejle BK
Alexander Scholz, een rijzige verdediger, debuteerde in 2010 in het eerste elftal van Vejle BK, een Deense tweedeklasser. Dit debuut was in de competitiewedstrijd tegen Akademisk BK. Hij zou in dat seizoen uiteindelijk aan zeventien wedstrijden komen.

### UMF Stjarnan Gardabaer
In maart 2012 ruilde hij de club in voor het IJslandse Stjarnan Garðabær. Hij kwam hier in één seizoen aan 21 competitiewedstrijden waarin hij vijf goals scoorde en aan vijf bekerwedstrijden waarin hij twee goals scoorde. Door deze goede cijfers zou hij opgemerkt worden door oud-voetballer Arnar Grétarsson. De IJslander bood Scholz aan bij zijn vroegere werkgever Sporting Lokeren.

### Sporting Lokeren
In november 2012 tekende de 20-jarige Scholz een contract voor 2,5 seizoenen bij Sporting Lokeren. Sinds januari 2013 is hij speelgerechtigd. Hij maakte op 19 januari 2013 zijn debuut in de Belgische competitie tegen OH Leuven. In zijn eerste halve seizoen bij Lokeren kwam hij aan 11 wedstrijden. In het seizoen 2013-2014 werd hij een vaste basisspeler en vormde hij centraal achterin een zeer goed duo met de Zwitser Mijat Marić. Op 22 maart 2014 besliste Alexander Scholz de bekerfinale in het voordeel van Lokeren door het enige doelpunt van de wedstrijd te maken. 

"Het was een lucky goal, ik scoorde half met de schouder en half met het oor."
— Alexander Scholz

 Doordat hij dat seizoen zo sterk speelde wekte hij de interesse op van de Belgische topclubs KRC Genk, Standard Luik, RSC Anderlecht en de Zwitserse topclub FC Basel.

### Standard Luik
Na een langdurige transfersoap tussen RSC Anderlecht en Standard Luik was op 19 januari 2015 eindelijk de kogel door de kerk. Een heel lange tijd werd Scholz aan RSC Anderlecht gelinkt, maar hij koos uiteindelijk toch voor Standard Luik. 

### Club Brugge
Op 29 januari 2018 verkaste Alexander van Standard Luik naar Club Brugge. Hij tekende in Brugge voor 3,5 seizoenen.

### Midtjylland
Na 5 seizoenen in België te spelen, keerde Scholz in augustus 2018 terug naar eigen land om voor Midtjylland te spelen. Scholz tekende een contract voor 5 seizoenen bij de Deense landskampioen.

## Clubstatistieken
| Seizoen | Club               | Land                | Competitie         | Competitie | Competitie | Beker | Beker | Supercup | Supercup | Europees | Europees | Totaal | Totaal |    |
| Seizoen | Club               | Land                | Competitie         | Wed.       | Dlp.       | Wed.  | Dlp.  | Wed.     | Dlp.     | Wed.     | Dlp.     | Wed.   | Dlp.   |    |
| ------- | ------------------ | ------------------- | ------------------ | ---------- | ---------- | ----- | ----- | -------- | -------- | -------- | -------- | ------ | ------ | -- |
| 2009/10 | Vejle BK           | Vlag van Denemarken | 1. division        | 0          | 0          | 0     | 0     | —        | —        | —        | —        | 0      | 0      |    |
| 2010/11 | Vejle BK           | Vlag van Denemarken | 1. division        | 16         | 0          | 0     | 0     | —        | —        | —        | —        | 16     | 0      |    |
| 2012    | Stjarnan FC        | Vlag van IJsland    | Úrvalsdeild        | 21         | 5          | 5     | 2     | —        | —        | —        | —        | 26     | 7      |    |
| 2012/13 | Sporting Lokeren   | Vlag van België     | Jupiler Pro League | 10         | 0          | 0     | 0     | 0        | 0        | 0        | 0        | 10     | 0      |    |
| 2013/14 | Sporting Lokeren   | Vlag van België     | Jupiler Pro League | 38         | 1          | 6     | 1     | —        | —        | —        | —        | 44     | 2      |    |
| 2014/15 | Sporting Lokeren   | Vlag van België     | Jupiler Pro League | 21         | 0          | 3     | 0     | 0        | 0        | 8        | 0        | 32     | 0      |    |
| 2014/15 | Standard Luik      | Vlag van België     | Jupiler Pro League | 16         | 0          | 0     | 0     | —        | —        | 0        | 0        | 16     | 0      |    |
| 2015/16 | Standard Luik      | Vlag van België     | Jupiler Pro League | 15         | 0          | 5     | 0     | —        | —        | 1        | 0        | 21     | 0      |    |
| 2016/17 | Standard Luik      | Vlag van België     | Jupiler Pro League | 33         | 1          | 1     | 0     | 1        | 0        | 6        | 0        | 41     | 1      |    |
| 2017/18 | Standard Luik      | Vlag van België     | Jupiler Pro League | 11         | 0          | 2     | 0     | —        | —        | —        | —        | 13     | 0      |    |
| 2017/18 | Club Brugge        | Vlag van België     | Jupiler Pro League | 5          | 0          | 1     | 0     | —        | —        | 0        | 0        | 6      | 0      |    |
| 2018/19 | Club Brugge        | Vlag van België     | Jupiler Pro League | 1          | 0          | 0     | 0     | 0        | 0        | 0        | 0        | 1      | 0      |    |
| 2018/19 | FC Midtjylland     | Vlag van Denemarken | Superligaen        | 27         | 3          | 4     | 0     | —        | —        | 2        | 0        | 33     | 3      |    |
| 2019/20 | FC Midtjylland     | Vlag van Denemarken | Superligaen        | 34         | 2          | 0     | 0     | —        | —        | 2        | 0        | 36     | 2      |    |
| 2020/21 | FC Midtjylland     | Vlag van Denemarken | Superligaen        | 31         | 7          | 4     | 0     | —        | —        | 10       | 3        | 45     | 10     |    |
| 2021    | Urawa Red Diamonds | Vlag van Japan      | J1 League          | 0          | 0          | 0     | 0     | —        | —        | 0        | 0        |        |        |    |
| Totaal  | Totaal             | Totaal              | Totaal             | Totaal     | 279        | 19    | 31    | 3        | 1        | 0        | 29       | 3      | 340    | 25 |

## Internationaal
Scholz speelde in verschillende Deense nationale jeugdselecties. Hij debuteerde in 2014 in Denemarken -21.

## Palmares
| Competitie               |                  |                  |                  |                  |
| Competitie               | Aantal           | Jaren            |                  |                  |
| Sporting Lokeren         | Sporting Lokeren | Sporting Lokeren | Sporting Lokeren | Sporting Lokeren |
| ------------------------ | ---------------- | ---------------- | ---------------- | ---------------- |
| Beker van België         | 1x               | 2014             |                  |                  |
| Standard Luik            |                  |                  |                  |                  |
| Beker van België         | 1x               | 2016             |                  |                  |
| Club Brugge              |                  |                  |                  |                  |
| Landskampioen België     | 1x               | 2017/18          |                  |                  |
| Belgische Supercup       | 1x               | 2018             |                  |                  |
| FC Midtjylland           |                  |                  |                  |                  |
| Landskampioen Denemarken | 1x               | 2019/20          |                  |                  |
| Urawa Red Diamonds       |                  |                  |                  |                  |
| Emperor's Cup            | 1x               | 2021             |                  |                  |
| Xerox Supercup           | 1x               | 2022             |                  |                  |